# Hypothèse Beta
Hypothèse Beta ist ein französischer animierter Kurzfilm aus dem Jahr 1967. Der von Jean-Charles Meunier inszenierte und produzierte Film enthält keine Dialoge.

## Handlung
Eine IBM-Lochkarte wird regelmäßig von einem Lichtstrahl ausgelesen. Ein einzelnes Loch der Karte, das abseits der anderen Löcher in einer Ecke liegt, will zu den anderen Löchern aufschließen und in ihre Gemeinschaft aufgenommen werden. Es strengt sich an, die Löcher zu überzeugen, wird jedoch von der Gruppe zurückgewiesen und schließlich an seinem ursprünglichen Ort fixiert. Es gelingt dem isolierten Loch, vor dem nächsten Lichtstrahl-Auslesen seine Position zu verlassen. Da das Loch fehlt, wird die IBM-Lochkarte falsch ausgelesen. Die Lochkarte wiederum gehört zu einer großen Maschinerie einer Raketenstation. Das falsche Auslesen der Karte führt zu einem Zusammenbruch der Maschinen. Alarm wird in der Raketenstation ausgelöst: Man sieht, wie ein Schalter umgelegt wird und auf Lärm folgt eine Explosion – möglicherweise der Beginn eines neuen Weltkriegs.

## Auszeichnungen
Hypothèse Beta wurde 1968 für einen Oscar in der Kategorie „Bester animierter Kurzfilm“ nominiert, konnte sich jedoch nicht gegen The Box durchsetzen.